# IdChess
idChess – платформа для распознавания и трансляции шахматных партий, сыгранных на реальной доске, а также мобильное приложение, через которое осуществляется работа данной платформы. Распознавание партии происходит в режиме реального времени из видеопотока с применением технологий искусственного интеллекта и компьютерного зрения. Алгоритмы idChess способны учитывать множество сложных факторов, которые могут возникнуть во время игры, например, падение шахматной фигуры, руки игроков, блокирующие доску, или тени от рук шахматистов. На основе технологии idChess работает VAR — видеопомощник арбитра.

## Описание
Мобильное приложение idChess, доступное для устройств на базе IOS и Android, позволяет оцифровывать партии, сыгранные на настоящей доске, записывать их на смартфон в виде шахматной диаграммы в форматах PGN, GIF. Приложение является условно-бесплатным – просмотр распознанных партий, трансляция, подключение к турнирной трансляции и возможность поделиться своими партиями доступны только по платной подписке. 
Организаторам турниров доступен расширенный функционал на платформе live.idchess.com, а именно – создание турнирных трансляций с необходимыми параметрами: задержка трансляции, создание пароля для подключения устройств к турниру, настройка названия, адреса, даты и времени проведения турнира и многое другое. Доступ в личный кабинет организатора турнира предоставляется бесплатно по запросу на официальном сайте платформы.

## Бесплатный функционал приложения
- Смотреть турниры, транслирующиеся на базе платформы
- Записывать и сохранять свои партии, а также просматривать их (до 6-го хода)
- Просматривать подборки шахматных партий, такие как: партии Каспарова, Турнир Претендентов и др.
- Анализировать партии с движком Stockfish 15+
- Играть в шахматы с компьютером (доступно по 4 бота в каждом из трех разных тематических наборов)

Трансляции партий доступны также на платформе.

## Применение
Впервые технология idChess была представлена мировому шахматному сообществу на 44-й Шахматной Олимпиаде в Ченнаи. На данный момент idChess используется в Индии, Турции, Казахстане, России, Армении, США, Сербии, Азербайджане, в африканских странах и в других странах. Технология idChess применяется на международных турнирах в Сербии, Грузии, Узбекистане, Кыргызстане и других странах.

## Технология VAR на базе idChess
В начале июля 2023 года на Чемпионате Западной Азии по шахматам среди детей, юношей и девушек в категориях 6-18 лет была впервые применена технология видеопомощника арбитра. 3 июля 2023 года Международная шахматная федерация официально представила систему, опубликовав на своём сайте новость, посвященную технологии.
VAR применяется для просмотра, разбора и оценки судьёй спорных моментов. В любой момент партии игрок может обратиться к арбитру и сообщить о нарушении. В случае, если арбитр пропустил эпизод потенциального нарушения, он может приостановить распознавание партии и пересмотреть спорный момент, используя VAR: поставить видео трансляции на паузу и осуществить перемотку.